# Archidiecezja León
Archidiecezja León (łac. Archidioecesis Leonensis) – archidiecezja Kościoła rzymskokatolickiego w Meksyku.

## Historia
26 stycznia 1863 roku papież Pius IX erygował diecezję León. Dotychczas wierni z tym terenów należeli do diecezji Michoacán.
Z terenów diecezji w kolejnych latach utworzono diecezje: Celaya (1973), Irapuato (2004), Cartago (2005).
25 listopada 2006 roku decyzją papieża Benedykta XVI wyrażoną w konstytucji apostolskiej Mexicani populi diecezja została podniesiona do rangi archidiecezji metropolitalnej.

## Ordynariusze

### Biskupi León
- José María de Jesús Diez de Sollano y Dávaols (1863 – 1881)
- Tomás Barón y Morales (1882 – 1898)
- Santiago de los Santos Garza Zambrano (1898 – 1900)
- Leopoldo Ruiz y Flóres (1900 – 1907)
- José Mora y del Rio (1907 – 1908)
- Emeterio Valverde y Télles (1909 – 1948)
- Manuel Martín del Campo Padilla (1948 – 1965)
- Anselmo Zarza Bernal (1966 – 1992)
- Rafael Garcia González (1992 – 1994)
- José Guadalupe Martín Rábago (1995 – 2006)

### Arcybiskupi León
- José Guadalupe Martín Rábago (2006 – 2012)
- Alfonso Cortés Contreras (2012 – 2024)
- Jaime Calderón Calderón (od 2024)